# Quart (Spanje)
Quart is een gemeente in de Spaanse provincie Girona in de regio Catalonië met een oppervlakte van 38 km². Qart telt 3.478 inwoners (1 januari 2016).

## Demografische ontwikkeling
Bron: INE, 1857-2011: volkstellingen
Opm.: In 1857 werden de gemeenten Castellar de la Selva, Palol de Oñar en San Mateu de Monnegre aangehecht